# Jola-Felupe
El Jola-Felupe o ejamat (Feloup, Felup, Felupe, Floup, Flup, Fulup) és una llengua diola del grup de les llengües atlàntiques parlada a la regió de Casamance (Senegal) i a São Domingos (Guinea-Bissau).
El kerak (Keerak, Keeraku; també Her) sembla que n'és un dialecte, encar que Ethnologue li assigna un codi ISO separat a causa del treballs de recerca actuals, el que suggereix que és més diferent.